# シャングリラ (空母)
シャングリラ (USS Shangri-La, CV/CVA/CVS-38) は、アメリカ海軍のエセックス級航空母艦で、同級空母としては12番目に就役した。エセックス級のうち艦首延長等の改修を踏まえて建造された艦は、非公式ながら「長船体型 ("long-hull group") 」「タイコンデロガ級航空母艦」といった呼称・分類がなされることもあるが、本艦はその中で最初に起工された。
艦名はイギリスの作家ジェームズ・ヒルトンが1933年に出版した小説『失われた地平線』の中に出てきた理想郷の名に因む。1942年のドーリットル空襲の際、大統領フランクリン・ルーズベルトが記者団からの質問に対し「（攻撃機の）発進地はシャングリラ」と答えたエピソードに関連している。

## 艦歴

### 就役

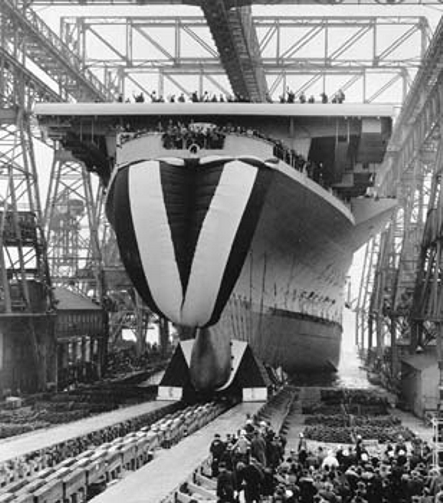
「シャングリラ」の進水式

「シャングリラ」は1943年1月15日、バージニア州ポーツマスのノーフォーク海軍造船所で起工する。1944年2月24日、ジョセフィン・ドーリットル（ドーリットル空襲を指揮したジミー・ドーリットルの夫人）によって命名・進水し、1944年9月15日、ジェームズ・D・バーナー艦長の指揮下で就役した。
「シャングリラ」はノーフォークで整調訓練を行い、その後12月21日までトリニダード島に向かって整調航海を行う。1945年1月17日にハンプトンローズを出港、大型巡洋艦「グアム(USS Guam, CB-2) 」、駆逐艦「ハリー・Ｅ・ハバード(USS Harry E. Hubbard, DD-748) 」と共にパナマへ向かう。三隻はクリストバルへ1月23日に到着し、翌日にパナマ運河を通過する。「シャングリラ」は1月25日にバルボアを発ち、2月4日にカリフォルニア州サンディエゴに到着する。そこで乗客と貨物、艦載機を載せ2月7日にハワイへ向かう。2月15日に真珠湾へ到着し、地上勤務パイロットの着艦訓練を行った。

### 第二次世界大戦
4月10日にウルシー環礁に向かい十日後に到着、一泊した後に駆逐艦「ハガード(USS Haggard, DD-555) 」「ステンベル(USS Stembel, DD-644) 」と共に出港、マーク・ミッチャー中将率いる高速空母機動部隊に加わる。4月24日に第58.4任務群に加わり、第50.8任務群との海上燃料補給を行った。翌日「シャングリラ」は艦載機による最初の日本軍への攻撃を行う。目標は沖大東島で、同地の無線基地を破壊した。その後沖縄に向かい戦闘偵察飛行及び第10軍への上空支援を行い、5月14日にウルシー泊地に帰還する。
ウルシー泊地で「シャングリラ」は第2空母機動部隊の旗艦となり、ジョン・S・マケイン中将は5月18日に中将旗を掲揚する。六日後に第58.4任務群はウルシーを出港し、5月28日に第38.4任務群と改称し、マケイン中将はミッチャー中将と交代したが、「シャングリラ」は引き続いて旗艦の任にあった。6月2日、3日に機動部隊は日本本土への空襲を開始。激烈な抵抗に遭遇した「シャングリラ」の艦載機は戦歴の中で最大の死傷者を生じた。
6月4日、5日には台風を回避するために北西へ移動し、6月6日に艦載機による沖縄での上空掩護任務に帰還する。6月8日に「シャングリラ」の航空団は再び九州を攻撃し、翌日沖縄に戻った。10日に機動部隊は沖縄からレイテ島に戻り、「シャングリラ」は6月13日にサンペドロ湾で錨をおろした。その後7月まで乗組員の休養のため同所に停泊する。
7月1日に「シャングリラ」はレイテから再び戦地に赴く。2日に海軍航空次官の就任宣誓式がシャングリラ艦上で行われ、海軍長官ジョン・L・サリヴァンが式を執り行った。その式は作戦地帯で行われた初めての式であった。8日後、「シャングリラ」の艦載機は日本本土に対する空襲を開始し、それは終戦当日まで継続した。7月14日から15日にかけて、本州と北海道への空襲に参加し、7月18日には横須賀に停泊中の戦艦「長門」を爆撃した。 7月28日には呉空襲に参加した。 

### 近代化

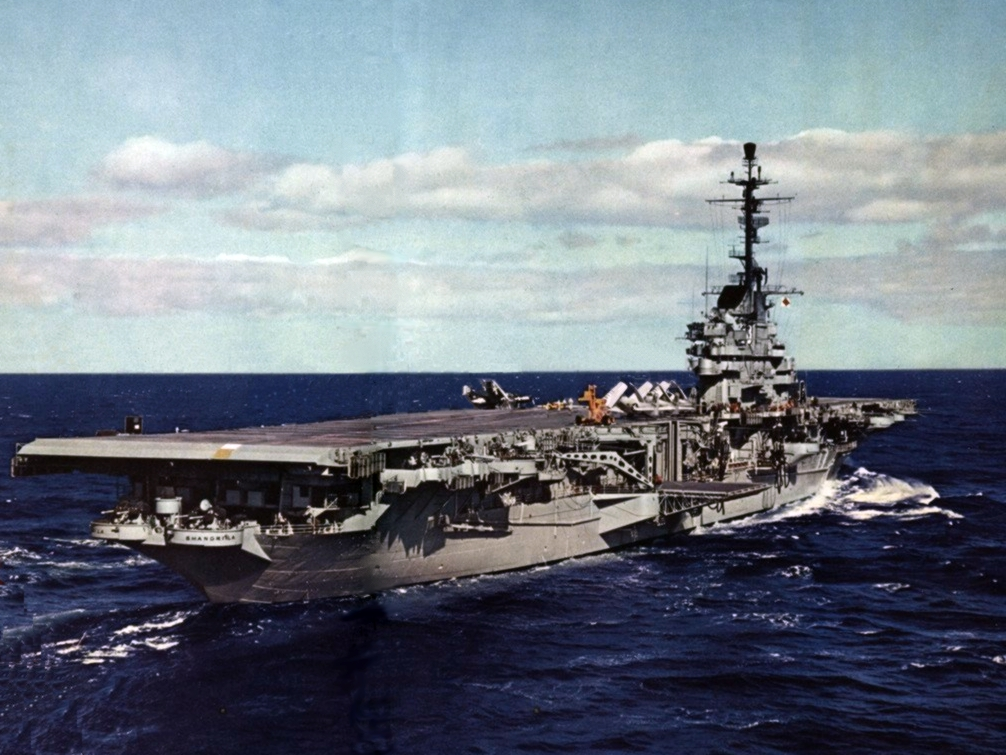
SCB-125改装後(後方より、1957年撮影)

第二次世界大戦終結後、「シャングリラ」はサンディエゴを母港として発着艦訓練母艦として使用ののち、ビキニ環礁でのクロスロード作戦に指揮艦として参加し、無人観測機に改造したF6Fによって爆発を観測した。その後しばらく太平洋艦隊で活動していたが、大戦終結に伴う海軍の縮小に伴い、「シャングリラ」も他の同型艦の多くと同様に予備役に編入される。1947年11月7日よりモスボール処理のうえサンフランシスコ港に繋留されたが、1951年5月7日に現役復帰する。東海岸側で数回作戦行動に参加。
1952年には攻撃空母 (CVA) 籍となったが、直後の11月にピュージェット・サウンド海軍造船所に入渠してSCB-27C改装を受ける。改装中、併せてSCB-125改装も受けることとなった。改装は1955年1月10日に完了し、アングルド・デッキ装着や艦首部のエンクローズド・バウ化により艦容は一変した。その後太平洋艦隊に編入され、サンディエゴを母港に太平洋艦隊で作戦行動に従事する。
1957年には再度整備工事を実施し、索敵・通信関係の近代化や機銃の撤去が行われた。また第二次台湾海峡危機で台湾海峡に展開した。
1960年3月16日に、長年在籍していたサンディエゴからフロリダ州のメイポートへ移動し、大西洋艦隊に所属する事となった。移動直後には中南米諸国への親善航海を実施。その後NATO加盟国が初めて実施した大西洋での軍事演習に参加したほか、グァテマラやニカラグアでの地域紛争に際しても出動している。1961年からは第6艦隊に所属して、大西洋海域を中心に活動した。
1962年から1963年のはじめにかけて、「シャングリラ」はオーバーホールの為にニューヨークのブルックリン海軍工廠に回航され、5インチ砲の撤去やレーダー機器、電気関係の更新を実施した。その後第6艦隊に復帰したが、1965年10月に駆逐艦「ニューマン・K・ペリー(USS Newman K. Perry, DDR-883) 」と衝突事故を起こし、相手の艦の乗員1名が殉職したが、自らも損傷を受け、艦内に浸水が発生した。その修理を兼ねて1965年末から1966年にかけて改装工事を実施し、着艦誘導レーダーの取り付けなどを実施した。

### ベトナム戦争

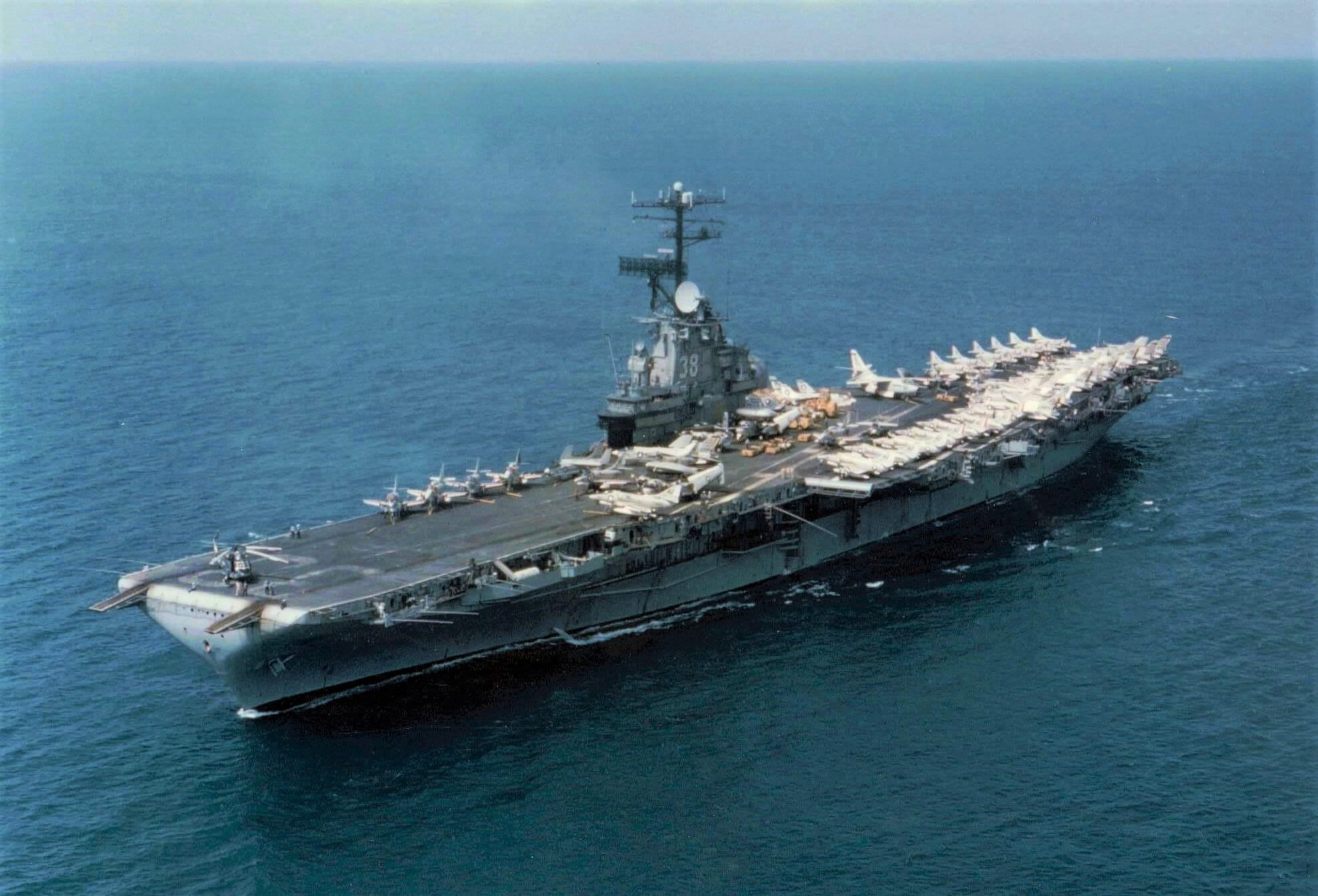
1970年2月11日撮影

1969年6月30日には対潜支援空母 (CV-S) に艦籍が変更され、さらに1970年には再び太平洋艦隊へ移動となり、3月5日にメイポートを出港、3月13日～3月16日にはリオデジャネイロに寄港ののち、インド洋を経由して4月4日にフィリピンのスービック海軍基地に到着した。補給の後ベトナム戦争参加の為ヤンキー・ステーションに移動し、11月まで作戦行動に参加した。この時は、対潜空母としてではなく攻撃空母的な扱いで使用され、戦闘機部隊を搭載した。
この間、7月には乗員の休養と整備を兼ねて横須賀海軍基地に回航され12日間入渠、また10月には、マニラや香港訪問している。
「シャングリラ」のヤンキー・ステーションでの活動は11月に終了し、11月9日にスービック湾を出港。シドニーやウェリントンに寄港し、ドレーク海峡を通過してリオデジャネイロに再寄港した後、12月16日にメイポートに到着した。
到着後、メイポート基地でモスボール化準備を実施し、その後ボストン海軍工廠に回航して本格的なモスボール化工事を開始し、作業終了した1971年7月30日付けで予備艦籍に編入された。
その後は、フィラデルフィア海軍造船所において保管されていたが、1982年7月15日付けで解体の為除籍された。艦自体はその後も暫くフィラデルフィアで繋留されていたが、1988年に台湾に曳航され、現地で解体された。
「シャングリラ」は第二次世界大戦の戦功で2つの、ベトナム戦争の戦功で3つの従軍星章を受章した。